# Clemenceau (R98)
Clemenceau je francouzská letadlová loď stejnojmenné třídy, která sloužila ve francouzském loďstvu v letech 1961 až 1997.
Šlo o druhou francouzskou válečnou loď, která byla pojmenována na počest významného francouzského novináře a politika Georges Clemenceau. 
Vzhledem k obsahu mnoha nebezpečných látek vyvolal několikaletou kontroverzi záměr francouzské vlády na sešrotování lodi v Indii. Poté bylo rozhodnuto o její likvidaci za přísnějších podmínek ve Velké Británii. 

## Mise

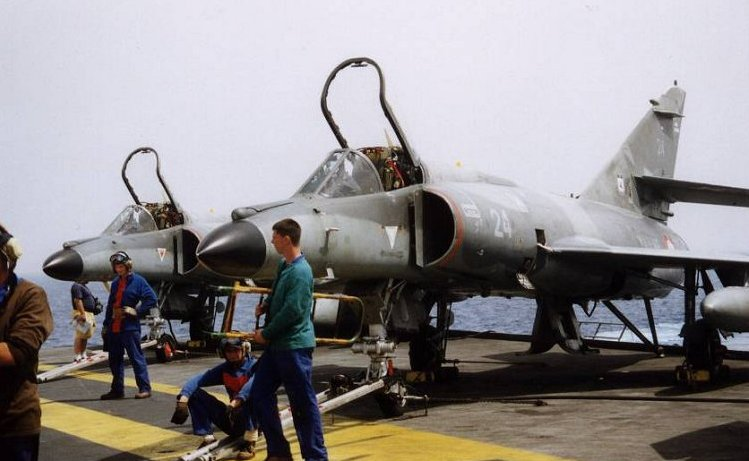
Letouny Super Étendard na palubě Clemenceau (1997)

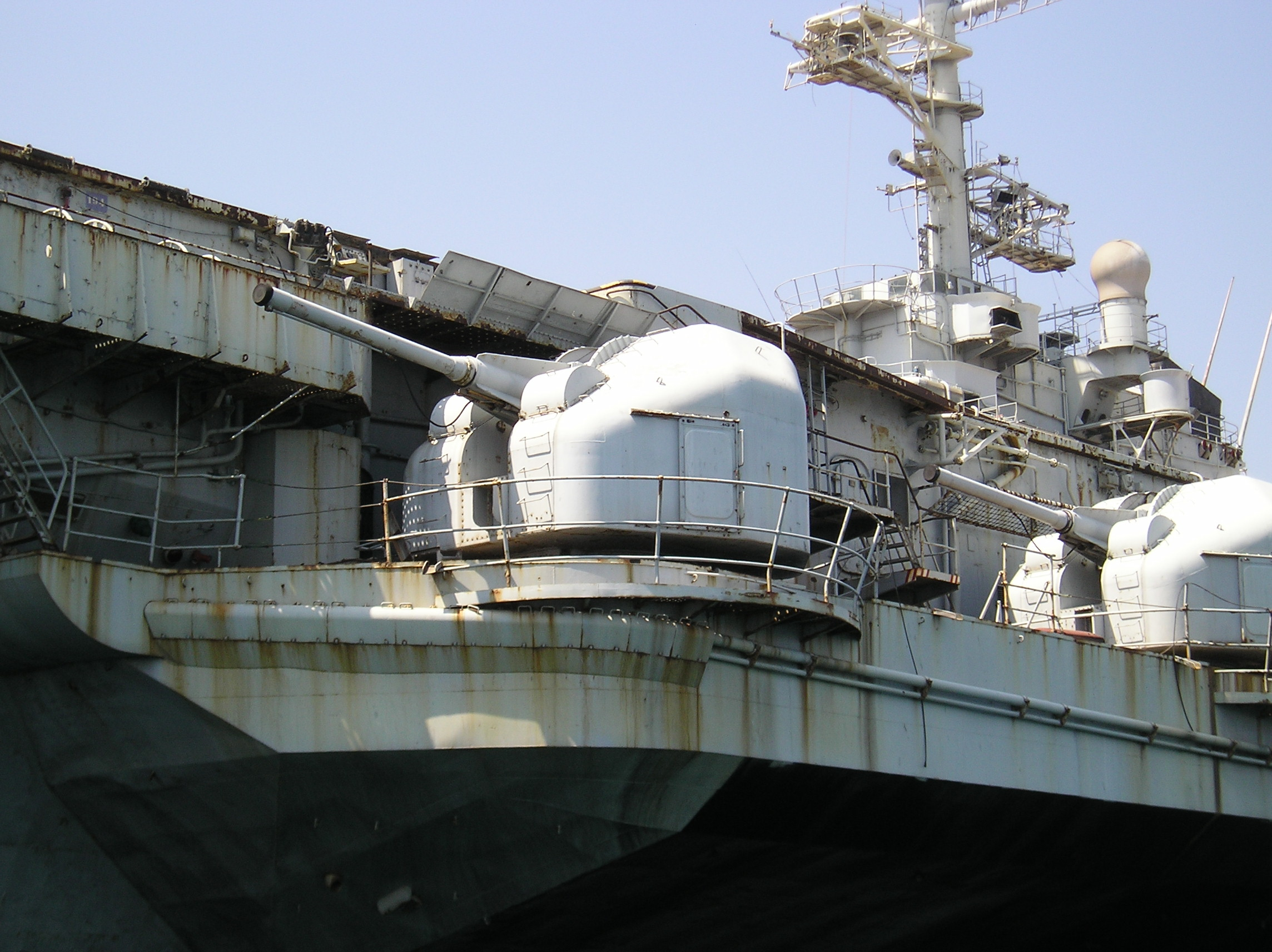
Clemenceau zakotvená v Toulonu

Mezi nejvýznamnější mise lodi patří role v letech 1982 až 1984 během občanské války v Libanonu, kdy poskytovala letecké zajištění francouzským mírovým jednotkám.
V letech 1987 až 1988 se podílela na Operaci Prométheus v Ománském moři, kde zajišťovala bezpečnost francouzských obchodních lodí během války mezi Íránem a Irákem. Mimo jiné sestřelila íránský letoun P-3 Orion.
V roce 1990 dopravila 40 vrtulníků (SA-341F/SA-342 a SA-330), 3 Br-1050 a řadu nákladních vozidel do Perského zálivu pro účast v operacích Pouštní bouře a Pouštní štít.
V letech 1993 až 1996 se podílela na zajišťování vojenských operací v bývalé Jugoslávii.

## Spor o sešrotování lodi

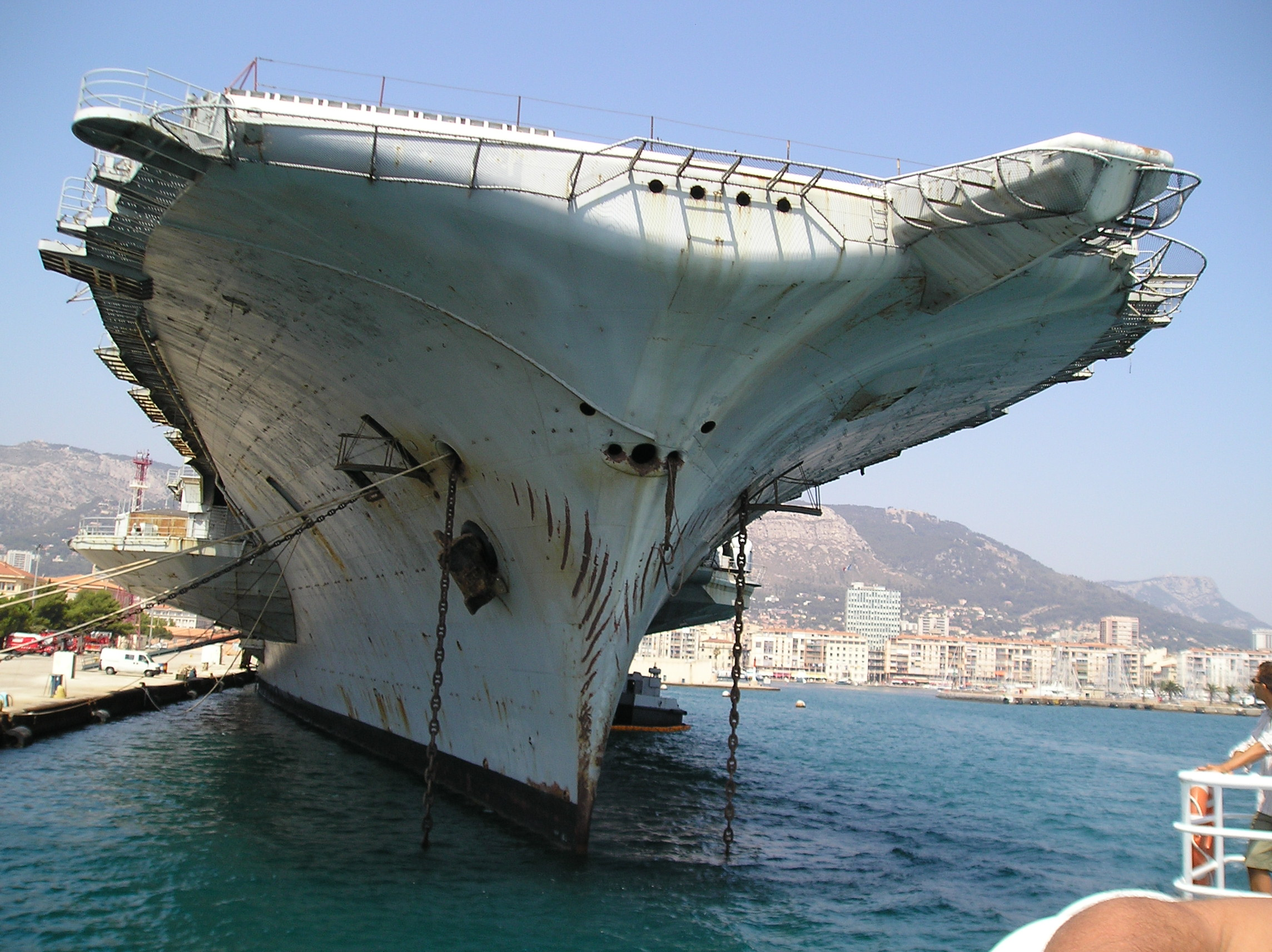
Clemenceau čekající na sešrotování v přístavu Toulon (2005)

Po vyřazení ze služby se Francie rozhodla odeslat loď ke sešrotování do Indie. V prosinci 2004 ale upozornila organizace Greenpeace, že vysloužilá loď obsahuje množství nebezpečného odpadu jako jsou azbest, polychlorované bifenyly, olovo, rtuť aj., a že jejím odesláním do Indie by Francie porušila Basilejskou úmluvu, která omezuje pohyb nebezpečných odpadů přes hranice. 
Přesto 31. prosince 2005 Clemenceau vyplula z francouzského přístavu Toulon ke sešrotování do Alangu v indickém státu Gudžarát. 6. ledna 2006 indický Nejvyšší soud odmítl vpustil loď do Alangu. Přesto loď pokračovala v cestě a 12. ledna 2006 dosáhla břehů Egypta, kde se podařilo na palubu proniknout dvěma aktivistům organizace Greenpeace. Egyptské úřady nejprve odmítly loď vpustit do Suezského průplavu, ale 15. ledna svůj názor změnily. V polovině února se po pokračujících protestech rozhodl prezident Jacques Chirac povolat Clemenceau zpět do Francie. poté, co byla vypovězena z indických teritoriálních vod.
Poté byla loď zakotvena ve francouzském přístavu Brest. Počátkem července 2008 britská firma Able UK vydala tiskovou zprávu oznamující, že získala kontrakt na sešrotování Clemenceau ve svém závodě v britském městě Hartlepool. Firma také získala speciální povolení k nakládání s azbestem, který je obsažen na lodi.